# Psylliodes anatolicus
Psylliodes anatolicus là một loài bọ cánh cứng trong họ Chrysomelidae. Loài này được Gok & Cilbiroglu miêu tả khoa học năm 2004.